# 後山 (日本)
後山（うしろやま）是位在兵庫縣宍粟市和岡山縣美作市的山。標高1,344.5公尺。

## 概要
岡山縣的最高峰。選定為兵庫50山、近畿百名山、中國百名山。屬於冰之山後山那岐山國定公園。在兵庫縣也稱作「板場見山（いたばみやま）」。

## 信仰
後山也稱作「西大峯山」，傳說由役小角所開，作為修驗道的中心地之一而繁榮，美作市內的道仙寺奧之院周邊現在仍是女人禁制。

## 關連項目
- 日本都道府縣最高峰

## 外部連結
- 國土地理院 地圖閱覽システム 2万5千分1地形図 （页面存档备份，存于）